# Watsachol Sawatdee
Watsachol Sawatdee (thailändisch วรรษชล สวัสดี; * 17. Januar 2000) ist eine thailändische Tennisspielerin.

## Karriere
Watsachol begann mit sechs Jahren mit dem Tennisspielen und bevorzugt Hartplätze. Sie spielt bislang vorrangig auf der ITF Women’s World Tennis Tour, wo sie bislang einen Titel im Doppel erringen konnte.
2020 debütierte sie in der thailändischen Fed-Cup-Mannschaft, wo sie in bislang vier Begegnungen drei Siege erringen konnte, davon zwei im Einzel.

## Turniersiege

### Doppel
| Nr. | Datum            | Turnier | Kategorie   | Belag     | Partnerin            | Finalgegnerinnen                    | Ergebnis |
| --- | ---------------- | ------- | ----------- | --------- | -------------------- | ----------------------------------- | -------- |
| 1.  | 19. Oktober 2019 | Hua Hin | ITF $15.000 | Hartplatz | Tamachan Momkoonthod | Patcharin Cheapchandej Ni Ma Zhuoma | 7:5, 6:3 |